# Miączyn (gmina)
Pour les articles homonymes, voir Miączyn.
Miączyn est une gmina rurale (gmina wiejska) du powiat de Zamość, dans la Voïvodie de Lublin, dans l'est de la Pologne.
Son siège administratif (chef-lieu) est le village de Miączyn, qui se situe environ 18 kilomètres (km) à l'est de Zamość (siège du powiat) et 87 km au sud-est de la capitale régionale Lublin (capitale de la voïvodie).
La gmina couvre une superficie de 155,91 km2 pour une population de 6 281 habitants en 2006.

## Histoire
De 1975 à 1998, la gmina est attachée administrativement à l'ancienne voïvodie de Zamość.

Depuis 1999, elle fait partie de la nouvelle voïvodie de Lublin.

## Géographie
La gmina inclut les villages (sołectwa) de:

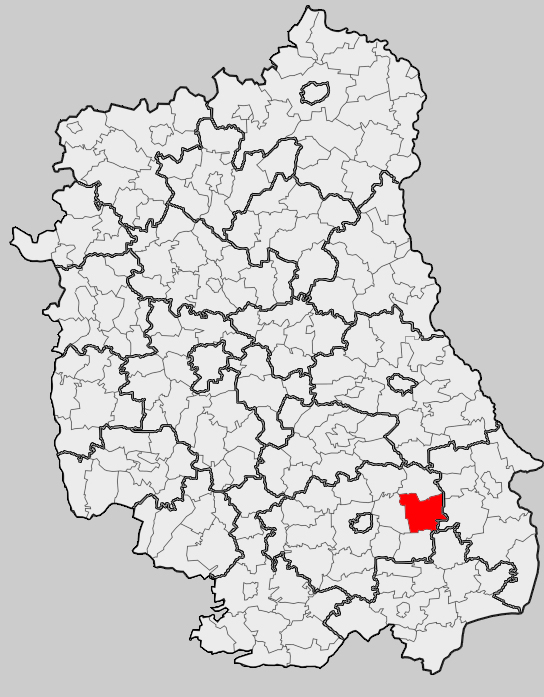
Position de la gmina dans la voïvodie

- Czartoria
- Frankamionka
- Gdeszyn
- Gdeszyn-Kolonia
- Horyszów
- Horyszów-Kolonia
- Koniuchy
- Koniuchy-Kolonia
- Kotlice
- Kotlice-Kolonia
- Miączyn
- Miączyn-Kolonia
- Miączyn-Stacja
- Ministrówka
- Niewirków
- Niewirków-Kolonia
- Poddąbrowa
- Podkotlice
- Świdniki
- Zawalów
- Zawalów-Kolonia
- Żuków

### Gminy voisines
La gmina de Miączyn est voisine des gminy de
- Grabowiec
- Komarów-Osada
- Sitno
- Trzeszczany
- Tyszowce
- Werbkowice

## Structure du terrain
D'après les données de 2002, la superficie de la commune de Miączyn est de 155,91 kilomètres carrés, répartis comme telle :
- terres agricoles : 83%
- forêts : 10%

La commune représente 8,33% de la superficie du powiat.

## Démographie
Données du 30 juin 2004:
| Description        | Total  | Total | Femmes | Femmes | Hommes | Hommes |
| ------------------ | ------ | ----- | ------ | ------ | ------ | ------ |
| Unité              | Nombre | %     | Nombre | %      | Nombre | %      |
| Population         | 6 308  | 100   | 3 236  | 51,3   | 3 072  | 48,7   |
| Densité (hab./km²) | 40,5   | 40,5  | 20,8   | 20,8   | 19,7   | 19,7   |